# Uradiophora gammari
Uradiophora gammari is een soort in de taxonomische indeling van de Myzozoa, een stam van microscopische parasitaire dieren. Het organisme komt uit het geslacht Uradiophora en behoort tot de familie Uradiophoridae. Uradiophora gammari werd in 1848 ontdekt door von Siebold in von Kölliker.